# Stephen Rowbotham
Stephen Rowbotham, född den 11 november 1981 i Swindon i Storbritannien, är en brittisk roddare.
Han tog OS-brons i dubbelsculler i samband med de olympiska roddtävlingarna 2008 i Peking.